# 元稹
元 稹（げん しん・げん じん、中国語: 元稹; 拼音: Yuán Zhěn; ウェード式: Yüan Chen、大暦14年（779年） - 大和5年7月23日（831年9月3日））は、中国唐代中期の詩人・文人・宰相。字は微之（びし）。元九とも。白居易の親友で、元白と並称される。本貫は河南府河南県であるが、長安靖安里に生まれた。

## 略歴
代王拓跋什翼犍（北魏の道武帝の祖父）の子の拓跋力真の十二世孫にあたる。隋の元巌の六世孫にあたる。しかし、彼の代には零落し、幼くして父を失い母の手一つで育てられた。15歳で明経科に、28歳で進士に合格、左拾遺から河南（洛陽）の県尉さらに監察御史となったが、宦官仇士元との紛争で江陵府の司曹参軍に左遷された。虢州の長史をしているときに召し出されて首都へ行き、中書舎人・承旨学士となり、穆宗の時期に工部侍郎・同中書門下平章事（宰相）に進んだが、4カ月で罷免され、都を出て同州刺史となり、越州に転じ浙東観察使を兼ねた。大和3年（829年）に都にもどり、尚書左丞となった。大和4年（830年）に検校戸部尚書となり、鄂州刺史に武昌軍節度使を兼ねた。大和5年（831年）、その地で急病により53歳で没した。尚書右僕射が追贈された。
出世に熱心のあまり、監察御史であったときはしばしば地方官の不正を糾弾し、大政治家の裴度と勢力争いに及ぶ。元稹はその詩文を穆宗に喜ばれ、さらに宦官の巨頭・崔潭峻と仲がよいので任官できたとも言われる。一時期不遇で文学に専心。楽府体の詩歌に社会批判を導入し、叙事詩的手法を駆使して新楽府という新生面をひらく。そのため「才子」とも称せられた。やがて白居易と「元白」と並称されるほど交流を深め、和答（わとう、唱和での返詩）に次韻（じいん）という形式を創造し「元和体（げんわたい）」または「元白体（げんぱくたい）」として一世を風靡した。
伝奇小説の『鶯鶯伝』では曲折に富む構成と達意な筆致で、以後に流行する小説を先導した。元氏長慶集』60巻にほぼ全作品が収められている。
31歳の時に若く貧しい時代から苦労を共にした4歳下の妻の韋叢を病で亡くし、その悲しみを綴った悼亡詩（妻の死を悲しむ詩）「遣悲懐」を詠んでいる。

## 元氏長慶集
『元氏長慶集』の諸伝本や作品本文の復元に資する図書には以下のものがある。
- 宋本系

1. 元, 稹（中国語）『元氏長慶集』 2巻、文學古籍刊行社、北京、1956年1月（原著1488年）。 NCID BA4769118X。「明・弘治元年(1488)楊循吉據宋本傳鈔本重印、洋装本、２冊。」

- 馬元調校本

1. 元, 稹 著、馬元調 編（中国語）『元氏長慶集60巻・目1巻・補遺6巻』（PDF） 一帙八冊松江、1604年。doi:10.20730/100181993。 NCID BA45365855。筑波大学中央図書館・貴重・ル335-45（10076710721～10076710728）。2020年1月14日閲覧。「刻本、外形25.8×16.4cm、左右双辺有界10行21字。版心「元集」、巻数丁数あり。『筑波大学和漢貴重図書目録』p.252参照。1.巻第1-3 -- 2.巻第4-12 -- 3.巻第13-21 -- 4.巻第22-29 -- 5.巻第30-40 -- 6.巻第41-50 -- 7.巻第51-60 -- 8.補遺巻第1-6。」 - 明の馬元調（中国語版）校本。万暦32(1604)年。最初のリンクから各巻のPDFをダウンロードでき、doiのリンクからは国文学研究資料館の画像ビューワで閲覧できる（この画像のライセンスはCC BY-ND 4.0である）。
2. 元, 稹 著、馬元調 編（中国語）『元氏長慶集60巻・附録1巻・補遺6巻』（PDF） 1帙6冊松江、1604年。 NCID BA55353579。筑波大学中央図書館・和装・ル335-137（10076706210～10076706215）。2020年1月14日閲覧。「刻本、左右双辺有界10行21字注文双行、外形27.5×17.4cm、内匡廓20.6×13.9cm、白口単魚尾、有萬暦甲辰(1604)序、副葉子各冊2枚、印記:「金子藏書」「訪梅氏」「朱平楷藏書章」(陰刻)「御宸」「聖瞻」(陰刻)「川雲深處埜人」(陰刻)「泰伯苗裔」(陰刻)、他4顆(二重印、判読不能)。保存状態:有裏打補修。1.巻第1-4 -- 2.巻第5-16 -- 3.巻第17-26 -- 4.巻第27-39 -- 5.巻第40-50 -- 6.巻第51-60,補遺巻第1-6。」 - 明の馬元調（中国語版）校本。万暦32(1604)年。

- 13行23字本

1. 元, 稹（中国語）『元氏長慶集60巻・集外文章1巻』 1帙8冊。 NCID BA56927196。「版心書名「元集」、有嘉靖31年(1552)序、左右双辺有界13行23字注文双行、外形29.4×19.0cm、内匡廓20.3×14.8cm、白口単魚尾、有朱墨批点批語、副葉子各冊2枚、印記「宜興孝書勲蔵書記」「又塵監蔵」他1顆。保存状態:有裏打補修。1.巻第1-4 -- 2.巻第5-11 -- 3.巻第12-17 -- 4.巻第18-24 -- 5.巻第25-33 -- 6.巻第34-42 -- 7.巻第43-50 -- 8.巻第51-60, 集外文集。」

- 四部叢刊本

1. 元, 稹（中国語）『元氏長慶集60巻・集外文章1巻』 四冊、涵芬樓・上海商務印書館〈四部叢刊初編;集部〉。 NCID BA73634423。「1. 長慶集巻1-11: 91丁 -- 2. 長慶集巻12-24: 87丁 -- 3. 長慶集巻25-42: 93丁 -- 4. 長慶集巻43-60,集外文章: 93丁、和装、 帙入、景印、線装本。」 - 四部叢刊景印線装本。
2. 元, 稹（中国語）『元氏長慶集60巻・集外文章1巻・校文1巻』上海商務印書館〈四部叢刊初編;41;集部〉、1965年。 NCID BN10393721。「上海商務印書館縮印本、洋装本。」 - 四部叢刊縮印洋装本。元氏長慶集は203頁分。
3. 元, 稹（中国語）『元氏長慶集60卷・集外文章1卷・附校文1卷』上海書店、上海、1989年3月。 NCID BN07918780。「據商務印書館四部叢刊初編;122;集部、一九二六年版重印複製、無頁付、洋装本。」 - いわゆるリプリント(RP)版。
4. 盧, 文弨 著、盧文弨 編（中国語）『羣書拾補初編』 第7巻、盧氏抱經堂〈抱経堂叢書〉（原著1790年）。 NCID BA73291972。筑波大学中央図書館・和装・イ350-18（10076918833）。「刻本、乾隆庚戌(1790)序、左右双辺有界10行21字注文双行、外形27.5×17.8cm、内匡廓18.1×12.3cm、白口単魚尾、副葉子1枚、印記「島田氏雙桂園藏書記」(島田篁村)「島田氏圖書記」「清漪閣秘筴印」」 - 清の盧文弨編『羣書拾補初編』39卷、全8冊中の第7冊に「元微之集校補」「白氏長慶集校正」他あり。

## 小説類
元稹の諸小説の研究に資する図書には以下のものがある。
- 鶯鶯伝（會真記）

1. 元, 稹 著、馬俊良 編（中国語）『會真記』 第5冊、馬氏大酉山房〈晉唐小説暢觀〉、1794年。 NCID BA74313221。筑波大学中央図書館・和装・イ350-47（10076921566）。「刻本、全8冊、乾隆甲寅(1794)、左右双辺有無界9行21字注文双行、外形17.3×10.7cm、内匡廓12.1×8.8cm、黒口無魚尾。」 - 清の馬俊良編、『晉唐小説暢觀（龍威祕書、四集）』全8冊中の第5冊に元稹撰「會真記」あり。

## 子女

### 男子
- 元道護

### 女子
- 元保子 - 韋絢に嫁いだ。
- 元小迎
- 元道衛
- 元道扶

## 注・出典
1. ↑  『旧唐書』巻一百六十六 列傳第一百十六。 中国語版ウィキソースに本記事に関連した原文があります：舊唐書/卷166
2. ↑  『新唐書』巻一百七十四 列傳第九十九 元稹の条。 中国語版ウィキソースに本記事に関連した原文があります：新唐書/卷174
3. ↑  『太平広記』巻第四百八十八 雜傳記五 鶯鶯傳。 803/804年?。明代以後の刊本では『会真記』（かいしんき）と題されている。日本語訳は、『唐宋伝奇集』上『12 鶯鶯との夜―鶯鶯伝』 今村与志雄 訳 1988年 岩波文庫 ISBN 978-4003203811、p.178-200 と『六朝・唐・宋小説選』20『鶯鶯の物語』 前野直彬 訳 1968年 平凡社 中国古典文学大系 24 ISBN 978-4582312249、p.280-290 。初出 1959年 平凡社 中国古典文学全集 06 がある。 中国語版ウィキソースに本記事に関連した原文があります：太平廣記/卷第488
4. ↑  書生と遠縁の娘の恋愛物語であるが、元稹自身の体験という説があり、妥当とされている。《唐宋伝奇集 上》 p.285-286 。
5. ↑   中国文章家列伝. Tōkyō: 岩波書店. (2000/3/17). ISBN 4-00-430662-0. OCLC 45027694
6. ↑   中国語版ウィキソースに本記事に関連した原文があります：作者:元稹
7. ↑   中国語版ウィキソースに本記事に関連した原文があります：元氏長慶集 (四庫全書本)